# Baltistan
Baltistan (Bălţi: བལྟིསྟན (Tibetansk) of بلتیول (Arabisk), Baltiyul; Urdu: بلتستان, Baltistan) er en region i den nordlige del af Kashmir, på grænsen til den kinesiske region Xinjiang. Baltistan ligger i Karakoram-bjergkæden og er et udpræget bjergområde, med en gennemsnitshøjde på 3.350 meter over havet. 
Baltistan er hovedsagelig beboet af balti-muslimer, som er efterkommere af tibetanske folkegrupper som konverterede til islam fra den tibetanske buddhismen før 1500-tallet. Hovedbyen er Skardu med omkring 30.000 indbyggere.
35°18′N 75°37′Ø / 35.300°N 75.617°Ø